# ブルーインパルス牡鹿半島墜落事故
ブルーインパルス牡鹿半島墜落事故（ブルーインパルスおしかはんとうついらくじこ）は、2000年（平成12年）7月4日に発生した航空自衛隊のアクロバット飛行チームブルーインパルスに所属する航空機2機の墜落事故である。

## 概要
- 発生地点 - 宮城県牡鹿町、光山[1]
- 発生時刻 - 2000年（平成12年）7月4日午後10時19分頃[1]

航空自衛隊第4航空団第11飛行隊所属のT-4(練習機)の2機編隊が、訓練終了後の帰投中に牡鹿半島の光山山頂付近に墜落し、計3名が殉職した。
第4航空団所属では同年3月にT-2女川墜落事故が発生しており、航空自衛隊では6日前の6月28日にもC-1隠岐諸島沖墜落事故が発生したばかりだったことから、「航空自衛隊安全の日」制定のきっかけのひとつとなった。ブルーインパルスは1991年（平成3年）の同じ7月4日にも墜落事故が発生している。今回の事故後、ブルーインパルスは約1年間にわたって対外的な活動を休止した。

## 経緯

### 事故発生
松島基地、第4航空団第11飛行隊所属のT-4練習機は、金華山沖での訓練を終え帰投中の10時19分頃、5番機・6番機の2機編隊がほぼ同時に、松島基地から東
南東に25キロメートル程度離れた海上で、レーダーから消失し両機との通信が取れなくなった。
事故機には、5番機にA三等空佐（37歳）、6番機にB三等空佐（35歳）及びC一等空尉（35歳）が搭乗していた。当日の松島基地周辺の天候は曇り、風速は2.5メートルと有視界飛行状態 (VMC) だったが、海霧が発生していた可能性があった。
翌7月5日午前中、光山山頂付近で機体（5番機 #720号機、6番機 #727号機）と3名の遺体が発見された。

### 原因解明へ
二機は墜落直前まで編隊を組んでいたためほぼ同時に山頂付近に激突したものと見られている。ただし、5番機がそのまま激突したことに対し、6番機は5番機の異常を察知し衝突回避を試みたものと思われ、バウンドしながら破壊されたことが判明している。
航空自衛隊の航空事故調査委員会は、事故編隊が約3キロメートル進む間に約600メートル降下したことや激突した山の付近は高高度で飛ばなければならないことも踏まえ、何らかの事情で高度の判断を誤ったことが原因とみて調査を進めた。
松島基地は同年10月31日に、最後に行なった曲技飛行で本来の訓練空域から逸れ、厚い雲の間から見えた地上を普段の飛行ルート上のポイントと誤認し誤った地点で降下を始めたことが原因であるとする調査結果を発表した。

### 当時の隊の内情
2000年頃、退役パイロットたちの間で「松島で事故が起きる」という噂が立っていた。当時の司令が高射群からの人で、パイロットたちの行動ルーチンを「非合理だ」と強制的に変えようとしていた。群司令、隊長たちが「命がけで飛んでいるには、非合理でも心の拠り所が必要なのです」と意見したが、司令は一切耳を傾けなかった。司令は、パイロットたちの心情を理解できなかった。その対立がピークの時、事故が起きた。ベテランパイロットたちは、「司令とパイロットが対立したら、事故が起きる可能性が高い」と感じていた。

## 周辺自治体の反応と空自の対応
第4航空団では4か月前の3月にT-2女川墜落事故が発生し、その事故原因が未解明のまま訓練を再開し2件目の事故が起きた。ともに女川原子力発電所から10キロメートル圏内で事故が起きたことから懸念の声も上がり、国会でも議論となった。
その後、事故機のFDR解析で松島基地が定めている女川原発から半径3.6キロメートルの飛行規制空域に進入していたことが判明したため、周辺自治体の一斉反発を招いた。
同年3月に続き事故が発生したこの事故を受け、航空自衛隊は当分の間の訓練飛行中止を決定した。7日、松島基地航空祭で行なわれる予定だったブルーインパルスの展示飛行は中止が決定し、更に10日には松島基地航空祭自体の開催も中止が決定された。この年の事故以降に計画されていた防府北基地、三沢基地、浜松基地、入間基地の各航空祭などで予定されていた展示飛行はキャンセルされた。
周辺自治体との調整の上、訓練空域の変更や松島基地への進入経路の一部見直し、飛行最低高度の設定などといった安全対策を実施し翌年(2001年)2月より訓練を再開した。
展示飛行は2001年8月の松島基地航空祭からソロ2機を除く4機で再開した。6機による展示飛行は事故で失われた機体の補充と要員の教育が完了した後の2002年12月の岐阜基地航空祭より再開された。